# Schizoporella crassomuralis
Schizoporella crassomuralis är en mossdjursart som beskrevs av Canu och Bassler 1927. Schizoporella crassomuralis ingår i släktet Schizoporella och familjen Schizoporellidae. Inga underarter finns listade i Catalogue of Life.